# Varín
Varín je slovenská obec ležící u Žiliny v místě, kde se řeka Varínka vlévá do Váhu. Žije v ní přibližně 3 900 obyvatel.

## Historie
Okolí Varína bylo osídleno od pravěku, na Hrádku se našly zbytky opevnění z dob púchovské kultury. Obec byla založena ve 13. století na panství Starého hradu, zvaném také Varínský hrad, na kterém sídlili Csesznekyové. 
Ve Varíně byla před druhou světovou válkou početná židovská komunita, byla v něm židovská škola a synagoga. Za Slovenského národního povstání v okolí probíhaly tuhé boje; zúčastnili se jich i partyzáni z Francie, kteří mají pomník nedaleko hradu Strečno. V roce 1993 však byla ve Varíně přejmenována ulice Ladislava Pfliegela, hrdiny SNP, na ulici Dr. Jozefa Tisa.
Dne 2. července 1965 došlo ve Varíně k vážné železniční nehodě.
Moderní historie Varína je spojena s turistickým ruchem, vesnice je branou národního parku Malá Fatra. Nachází se zde autokemp a chatová oblast Pod Jedľovinou.

## Doprava
Varínem prochází Košicko-bohumínská dráha, železniční stanice byla zřízena v roce 1871.

## Sport
V obci sídlí fotbalový klub TJ Fatran Varín, který hraje V. ligu A mužů.

## Pamětihodnosti
- Dominantou vesnice je kostel Nejsvětější Trojice, který byl založen roku 1223. Jeho současná podoba pochází z období baroka, z původní stavby se zachovala jen křtitelnice. Podle záznamu matriky byl v kostele pokřtěn Juraj Jánošík. Obec je sídlem Varínského děkanátu, který patří k Žilinské diecézi.
- Kaple svatého Floriána
- Pomník padlým v slovenském národním povstání
- Do katastrálního území obce zasahuje část národní přírodní rezervace Starý hrad.

## Rodáci
- Pavol Gábor (1932–2003), operní tenorista
- Alexander Trizuliak, sochař